# Silkebuche
Die Silkebuche (auch Buche Silke genannt) ist ein Baum-Naturdenkmal am Rand der Schorfheide bei Groß Schönebeck, östlich der Pinnowseen. Das Alter der Rotbuche wurde auf 250 bis 300 Jahre geschätzt. Der Baum brach im Sommer 2021 fast mittig auseinander, eine Hälfte stürzte zuerst um, einen Monat später auch die andere Hälfte. Der umgefallene Baum soll nach Auskunft der Oberförsterei Groß Schönebeck liegenbleiben. Im Mai 2022 wurde auf Veranlassung der Landeswaldoberförsterei eine Informationstafel über die Buche aufgestellt. Um den Standort führt ein Rundwanderweg herum. Der Baum wurde nach einer Förstersfrau benannt.

## Beschreibung, Geschichte
Der Stammumfang betrug etwa 6,55 Meter, der Kronendurchmesser etwa 25 Meter. Ihre Höhe wurde mit 35 Meter angegeben.
Am 28. Juli 2021 brach die Silkebuche auseinander. Zuerst nur zwei Kronenteile, Ende August folgte auch der noch stehengebliebene Rest. Nur ein grüner Ast ist dem Baum geblieben. Als Ursache für das Abbrechen wurden laut Landeskompetenzzentrum Forst in Eberswalde mehrere Gründe ermittelt: Weißfäule, entstanden durch eine Aushöhlung am oberen Stammende, in welche Regenwasser, Insekten und Pilze eindrangen, erwähnt wird insbesondere der Brandkrustenpilz Kretzschmaria deusta.

## Sage und literarische Würdigung
Die Buche trägt der Sage nach den Namen einer Förstersfrau. Ein Förster hatte den 30. Geburtstag seiner Frau Silke vergessen und wollte sich voller Gewissensbisse an dem damals bereits großen Baum aufhängen. Ein Männlein im Walde riet ihm jedoch, stattdessen den Baum seiner Frau zu schenken und schickte ihn nach Hause mit der Auflage wieder mit ihr zurückzukommen. Nachdem der Förster mit seiner Silke zurückgekehrt war, fanden sie unter dem Baum eine von dem Männlein reich gedeckte Geburtstagstafel vor. Literarisch wurde die Buche außerdem in einem Schorfheidemärchen der Künstlerin Petra Elsner beschrieben.

## Lage und Umgebung
Die Silkebuche liegt etwa 6,5 Kilometer Luftlinie ostnordöstlich von Groß Schönebeck und etwa 3 km westnordwestlich vom Jagdschloss Hubertusstock entfernt. Sie befindet sich im Revier Eichheide, Abteilung 144, nahe der Ecke zu 143, 149 und 150. Erreichbar ist sie über einen markierten Wanderweg, der zwischen Groß Schönebeck (westlich), ausgehend auf der Landzunge, zwischen den beiden Pinnowseen durch hügeliges Gelände und Eichhorst (östlich) verläuft.

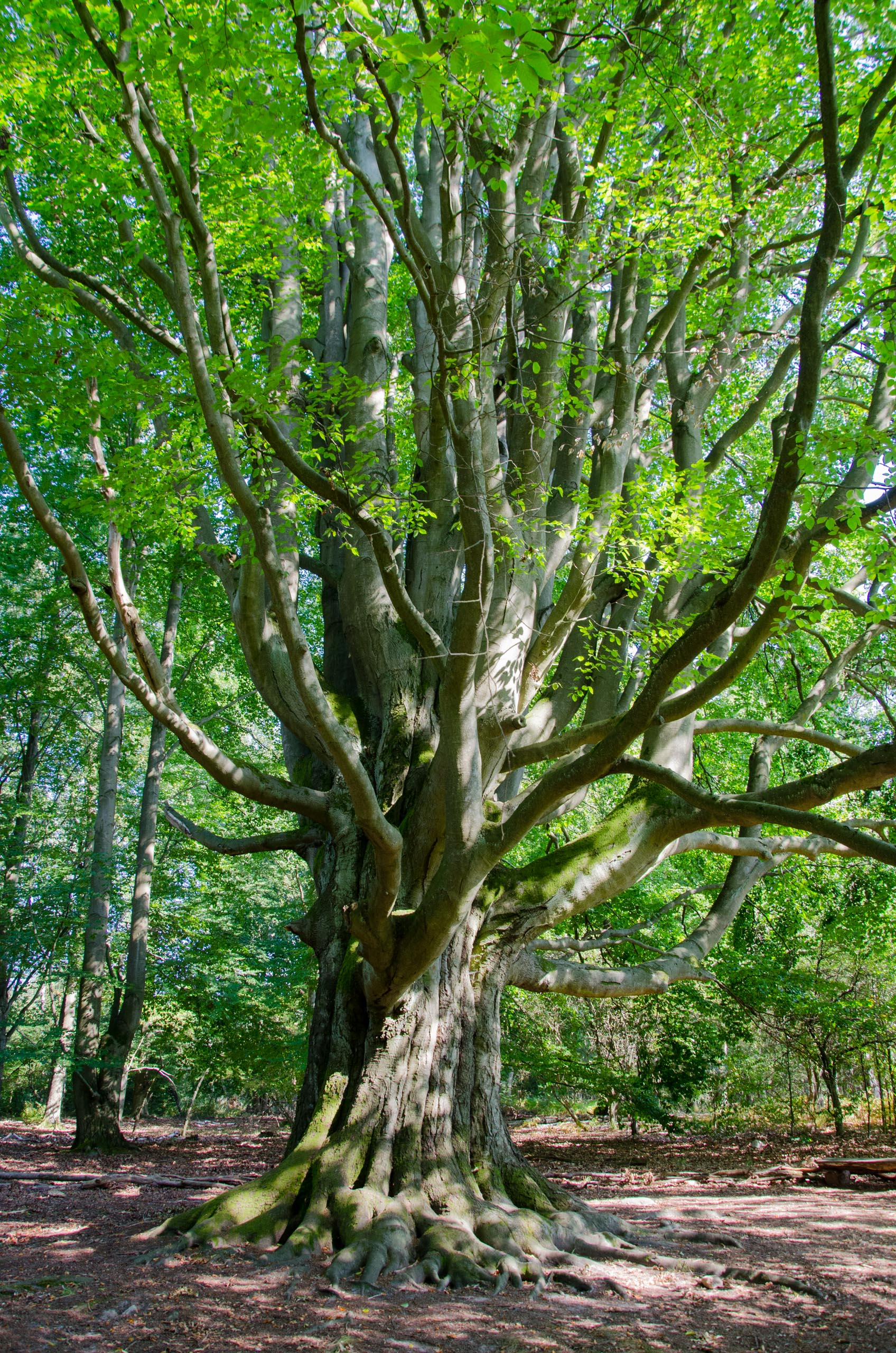
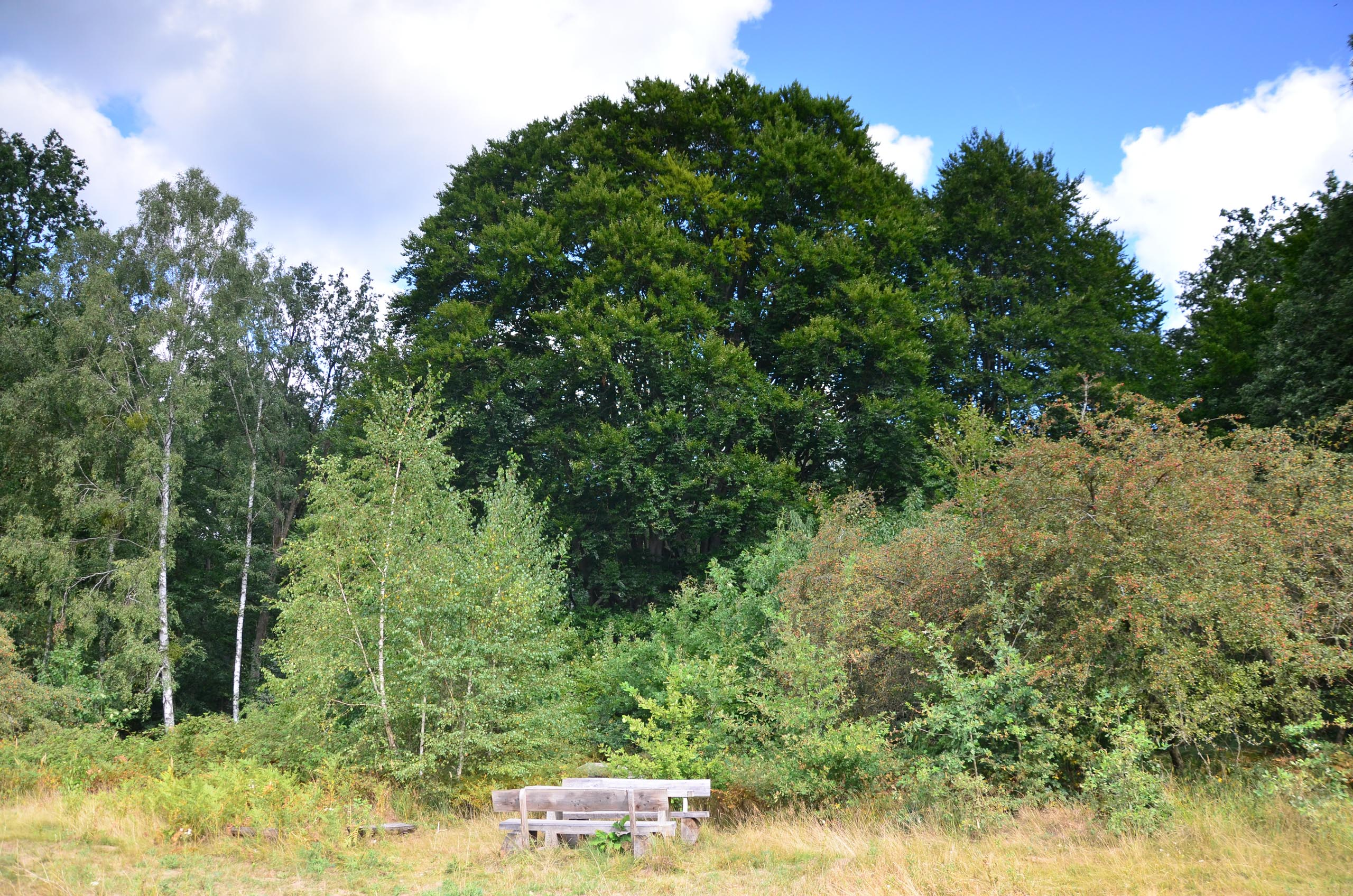
Silkebuche hinter Picknickplatz
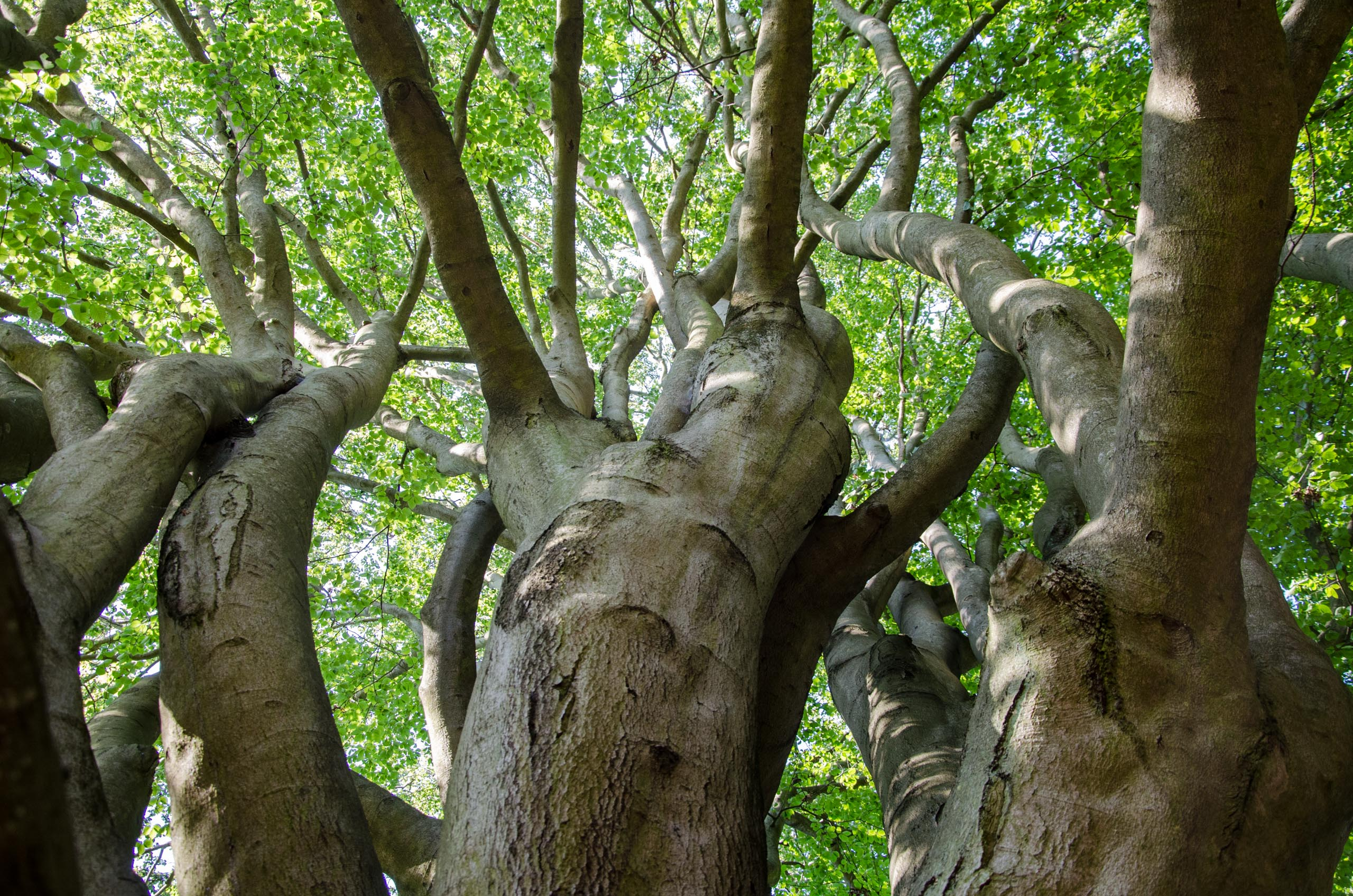
Blick in die mächtige Baumkrone

## Wanderkarte
- Landesvermessungsamt Brandenburg: Topografische Karte 1:25.000, Blatt Schorfheide, ISBN 3-7490-4075-3
- Verlag Pharus-Plan: Wanderkarte 1:40.000, Blatt Schorfheide, ISBN 978-3-86514-142-2